# Craspedochiton
Genre
Synonymes
- Angasia Carpenter [in Dall], 1882
- Chiton (Craspedochiton) Shuttleworth, 1853
- Craspedochiton (Thaumastochiton) Thiele, 1909
- Phacellozona Pilsbry, 1894
- Spongiochiton Carpenter MS, Dall, 1882
- Thaumastochiton Thiele, 1909

Craspedochiton est un genre de chitons de la famille des Acanthochitonidae.

## Liste des espèces
- Craspedochiton aberrans (Odhner, 1919)
- Craspedochiton cornutus (Torr & Ashby, 1898)
- Craspedochiton elegans (Iredale & Hull, 1925)
- Craspedochiton foresti (Leloup, 1965)
- Craspedochiton hystricosus Kaas, 1991
- Craspedochiton isipingoensis (Sykes, 1901)
- Craspedochiton jaubertensis Ashby, 1924
- Craspedochiton laqueatus (G. B. Sowerby II, 1842)
- Craspedochiton petasa (Reeve, 1847)
- Craspedochiton producta (Carpenter in Pilsbry, 1892)
- Craspedochiton pyramidalis (Is. Taki, 1938)

## Noms en synonymie
- Craspedochiton (Thaumastochiton) Thiele, 1909, un synonyme de Craspedochiton Shuttleworth, 1853
  - Craspedochiton (Thaumastochiton) moebiusi Thiele, 1909, un synonyme de Craspedochiton isipingoensis (Sykes, 1901)
- Craspedochiton cinereus (Linnaeus, 1767), un synonyme de Lepidochitona (Lepidochitona) cinerea (Linnaeus, 1767)
- Craspedochiton hemphilli (Pilsbry, 1893), un synonyme de Acanthochitona hemphilli (Pilsbry, 1893)
- Craspedochiton liberiensis Thiele, 1909, un synonyme de Craspedochiton producta (Carpenter in Pilsbry, 1892)
- Craspedochiton rubiginosus (Hutton, 1872), un synonyme de Notoplax rubiginosa (Hutton, 1872)
- Craspedochiton tesselatus Nierstrasz, 1905, un synonyme de Craspedochiton petasa (Reeve, 1847)
- Craspedochiton tetricus (Carpenter in Dall, 1882), un synonyme de Craspedochiton laqueatus (G. B. Sowerby II, 1842)
- Craspedochiton variabilis (H. Adams & Angas, 1864), un synonyme de Craspedoplax variabilis (H. Adams & Angas, 1864)